# Antifon (filosof)
Antifon, född cirka 480 f.Kr., död 411 f.Kr., var en grekisk filosof och sofist från Aten under antiken. 

## Verk
Förutom en del osorterade fragment finns tre verk bevarade av honom, Peri aletheian ("Om sanningen"), Peri homonoian ("Om jämlikheten") och en "drömbok" med förslag på hur man ska tyda drömmar. Mycket av vår kunskap om de två förstnämnda verken har vi fått genom papyrusfragment som har påträffats vid utgrävningar i Oxyrhynchos i Egypten, där en stor mängd papyrusmaterial av olika författare har bevarats i den torra ökensanden. Verket "Om sanningen" är intressant eftersom den verkar lägga fram en tidig naturrättslig teori, där mänskliga lagar och seder (nomoi) utgör begränsningar och inskränkningar på den sanna mänskliga naturen (fysis).

## Omstridd
Det är omstritt huruvida Antifon är densamme som två andra atenare vid samma namn och från samma tid, en talare och en poet. Talaren Antifon ger uttryck för oligarkiska och konservativa föreställningar som verkar stå i strid med de radikala och egalitära åsikter som Antifon sofisten står för, men vi vet inte om Antifon talaren endast låtsades stå för dessa uppfattningar när han talade å andras vägnar i domstolen, eller om han verkligen hyste dem själv.